# Neolophonotus baeoura
Neolophonotus baeoura là một loài ruồi trong họ Asilidae. Neolophonotus baeoura được Londt miêu tả năm 1988. Loài này phân bố ở vùng nhiệt đới châu Phi.